# Aluche (metropolitana di Madrid)
Aluche è una stazione della linea 5 della metropolitana di Madrid.

## Storia
La stazione è stata inaugurata da Francisco Franco nel 1961 come stazione della ferrovia suburbana Carabanchel-Chamartín de la Rosa (l'attuale tratto tra Carabanchel e Casa de Campo della linea 5 e tra Casa de Campo e Plaza de España della linea 10).
Da quando, nel 1976, è stata aperta la stazione ferroviaria di Aluche, la tratta da Aluche a Carabanchel della ferrovia suburbana Carabanchel-Chamartín de la Rosa è stata integrata nella linea 5 della metropolitana. Aluche ha iniziato a essere capolinea della linea 5 e della tratta rimanente della ferrovia suburbana fino a Chamartín de la Rosa.

Il 1º dicembre 1981, la gestione separata della ferrovia suburbana fino a Chamartín de la Rosa è sparita e con la nuova gestione di Metro de Madrid, è passata a essere linea 10 della metropolitana.
Per anni la stazione di Aluche è rimasta capolinea delle linee 5 e 10 ma nel 2002, a seguito dell'estensione della linea 10 fino a Puerta del Sur, il tratto tra Aluche e la nuova stazione di Casa de Campo è passato alla linea 5.

## Strutture e impianti
Aluche si trova nell'omonima piazza nel distretto Latina.

### Accessi
Vestibolo RENFE
- Avenida de los Poblados Avenida de los Poblados
- Maqueda Calle Maqueda
- Renfe Livello 0

Vestibolo Avenida de los Poblados meccanizzato dalle 21:40 all'1:30
- Maqueda Calle Maqueda
- Terminal Autobuses terminal di autobus (vicino a Avenida de los Poblados)
- Terminal Autobuses terminal di autobus (vicino a Calle Maqueda)
- Avenida de los Poblados Avenida de los Poblados, (vicino terminal di autobus)

## Servizi
- Ascensore
- Parcheggio di interscambio
- Servizio bibliotecario "Bibliometro"

## Interscambi
La fermata costituisce un interscambio con la stazione ferroviaria di Aluche, servito dai treni della linea C-5 della rete di Cercanías di Madrid.
Nelle vicinanze della stazione si trova un'autostazione nella quale effettuano fermata numerose linee automobilistiche urbane ed extraurbane, gestite da EMT Madrid. Nel 2010, a causa della grande richiesta da parte dei passeggeri che la utilizzavano, l'autostazione era diventata troppo piccola e si è quindi reso necessario un suo ampliamento, aumentando il numero di banchine disponibili per gli autobus da 4 a 13. L'opera è stata realizzata con il merito aggiunto di non aver interrotto per un solo giorno la circolazione della linea 5 della metropolitana, pur essendo realizzata interamente sotto i binari.
- Stazione ferroviaria (Aluche)
- Fermata autobus